# 曲脉卫矛
曲脉卫矛（学名：Euonymus venosus）是卫矛科卫矛属的植物，是中国的特有植物。分布于中国大陆的云南、四川、陕西、湖北等地，生长于海拔800米至2,600米的地区，多生长在山间林下以及岩石山坡丛林中，目前尚未由人工引种栽培。